# Шекинская халва
Шекинская халва (азерб. şəki halvası) или пахлава (азерб. şəki paxlavası) — один из видов азербайджанской пахлавы, традиционно изготавливаемой в Шекинском районе Азербайджана. Это круглый слоёный пирог с начинкой из молотых орехов. Слои сделаны в виде сетки из рисовой муки.

## История
Шекинская халва имеет свои рецепт и характеристику.
Существуют разные версии происхождения шекинской халвы. Согласно одной из них она была приготовлена поварами Шеки-хана, который любил сладкие десерты и приказал сделать что-то очень сладкое. В результате повара приготовили ныне известную шекинскую халву, которая стала популярна в этом регионе.
Другая история предполагает, что халва происходила из Тебриза. Машади Гусейн, торговец из Тебриза, приехал в Шеки и распространил среди местных торговцев рецепт халвы.

## Рецепт
Существуют много рецептов приготовления шекинской халвы. Секреты приготовления оригинала известны только потомственным поварам, для которых приготовление халвы является семейным бизнесом на протяжении веков. Люди называют их «халвачи». Они не раскрывают рецепт никому, поэтому о том, как правильно испечь сетчатую ришту, сколько нарезанных орехов добавить, как сделать сладкий сироп, непосвящённые могут только догадываться.
Шекинская халва состоит из трёх основных частей — ришты, начинки и сиропа. Основными ингредиентами являются рисовая мука, сахар, очищенный фундук, семена кориандра, кардамон и шафран.
Одним из особых требований к шекинской халве является использование рисовой муки.
Другой характеристикой является использование ришты, получаемой путем заливки жидкого теста на холодную сковородку через специальную воронку с 11 отверстиями и выпекания её через минуту.
Начинку готовят из нарезанных лесных орехов, измельчённого кардамона и семян кориандра. После размещения 8-10 слоев ришты на круглом медном лотке добавляют подготовленную начинку, а затем покрывают её 5-10 слоями ришты.
Верхний слой украшается шафраном в квадратной форме. Лакомство обычно выпекают на древесном угле в течение 10-20 минут. Потом поливают специальным сиропом на основе сахара или (в более дорогом варианте) мёда. На следующий день халва пропитывается всем этим, после чего приобретает свои знаменитые свойства — и готова к употреблению.